# Visual Studio
Visual Studio ist eine von dem Unternehmen Microsoft angebotene integrierte Entwicklungsumgebung für verschiedene Hochsprachen.
Die aktuelle Version 17 für Windows (Visual Studio 2022) unterstützt Visual Basic .NET, C, C++, C++/CLI, C++/CX, C#, F#, SQL Server, TypeScript und Python sowie HTML, JavaScript und CSS für die Entwicklung von Webanwendungen, Windows-Desktop- und Windows-Store-Apps. Visual Studio ermöglicht es Programmierern, sowohl native Win32/Win64-Programme als auch Anwendungen für die .NET-Plattform (inklusive des Vorgängers .Net-Framework) zu entwickeln. Darüber hinaus lassen sich mit Visual Studio Windows-Apps, dynamische Webseiten bzw. Webservices für das Internet/Intranet oder Azure-Services entwickeln. Ein weiterer Schwerpunkt liegt in der Entwicklung von mobilen Apps für Windows Phone, Android und iOS mit durch Xamarin bereitgestellten Tools.

## Bestandteile

### Funktionen
Visual Studio gilt als komfortable Entwicklungsumgebung mit vielen Funktionen. Der Editor unterstützt z. B. eine von der Cursorposition abhängige Online-Hilfe, das Ein- und Ausblenden von Codeblöcken, farbliche Hervorhebung von Schlüsselwörtern, automatische Syntaxprüfung und IntelliSense, die automatische Methoden- und Funktionsergänzung während der Quelltext-Eingabe. Des Weiteren bietet die Entwicklungsumgebung grafische Schnittstellen zur Einbindung von Webservices, ActiveX- und .NET-Bibliotheken, einen „Server-Explorer“ zum Zugriff auf Datenquellen wie z. B. Microsoft SQL Server, den Windows-Nachrichtendienst oder WMI, sowie WYSIWYG-Editoren zur Entwicklung der Benutzeroberfläche von Windows- und Web-Anwendungen, zur Bearbeitung von Icons und von XML-Dokumenten.
Seit Visual Studio .NET (2002) erweiterte sich der Umfang der unterstützten Sprachen stark. Hierbei wirkt sich vor allem ein Zertifizierungsprogramm von Microsoft aus, das es Drittanbietern ermöglicht, eigene Sprachen als Ergänzungen zum Visual Studio anzubieten. Beispiele sind Delphi, Eiffel, F# oder Prolog. In Visual Studio 2008 wurde die Unterstützung für Microsofts Java-Variante Visual J# aufgegeben.
Visual Studio enthält einen integrierten Debugger. Dieser enthält die Funktion „Bearbeiten und Fortfahren“ und erlaubt das nachträgliche Anhängen an bereits laufende Prozesse, sowohl am lokalen Rechner als auch über das Netzwerk.
Für die Entwicklung von ASP.NET-Anwendungen enthält Visual Studio ab Version 2005 einen integrierten Webserver, sodass keine eigene IIS-Installation mehr notwendig ist. Ebenfalls neu in dieser Version sind Funktionen für das Refactoring, die bisher durch Zusatzprodukte („Add-Ins“) wie ReSharper oder Refactor! Pro nachgerüstet werden mussten.

### Editoren
Für die Entwicklung der Anwendungen stellt Visual Studio eine Vielzahl von Editoren zur Verfügung. Einige wichtige sind:
- Code-Editoren für die oben genannten Programmiersprachen (textuell)
- Editoren für grafische Benutzeroberflächen (grafisch)
- Datenbank-/Datenbankschema-Editoren (grafisch, teilweise textuell)
- Editoren für HTML-Webseiten (grafisch und textuell)
- Editoren für XML, XSLT, Stylesheets und diverse auf XML basierende Konfigurationsdateien (textuell)
- Editor für XSD (grafisch und textuell)
- Grafikeditoren (Icons und Rastergrafiken)
- Editoren für Binärdateien (halbgrafisch)
- Editoren zum Erstellen von Installationsprogrammen für Anwendungen (grafisch)
- Editor für Klassendiagramme (grafisch, von Visual Studio 2005 an)
- Editor für Sequenzdiagramme (grafisch, von Visual Studio 2010 an)

Alle Texteditoren unterstützen Syntaxprüfung (Korrektheit des Sourcecodes), Syntaxhervorhebung, IntelliSense (automatischer Vorschlag von Elementen) und Autocomplete (automatische Vervollständigung von Elementen).

## Versionsgeschichte (Windows)

### Übersicht
| Version   | Erschei- nungs- datum | Versionsnummer | Versionsnummer                 |
| Version   | Erschei- nungs- datum | intern         | Projekt- mappen- datei (*.sln) |
| --------- | --------------------- | -------------- | ------------------------------ |
| 97        | 1997                  | 05             | keine                          |
| 6.0       | 1998                  | 06             | keine                          |
| .NET      | 13. Feb. 2002         | 07             | 07                             |
| .NET 2003 | 24. Apr. 2003         | 07.1           | 08                             |
| 2005      | 7. Nov. 2005          | 08             | 09                             |
| 2008      | 19. Nov. 2007         | 09             | 10                             |
| 2010      | 12. Apr. 2010         | 10             | 11                             |
| 2012      | 12. Sep. 2012         | 11             | 12                             |
| 2013      | 17. Okt. 2013         | 12             | 12                             |
| 2015      | 20. Juli 2015         | 14             | 12                             |
| 2017      | 7. März 2017          | 15             | 12                             |
| 2019      | 2. Apr. 2019          | 16             | 12                             |
| 2022      | 8. Nov. 2021          | 17             | 12                             |

Neben dem offiziellen Vermarktungsnamen (z. B. Visual Studio 2015) gibt es für Visual Studio eine interne Versionsnummer, bei der es sich etwa in VS 2015 um die 14 handelt. Die Versionsnummerierung des Formats der Projektmappendateien (*.sln) ist nicht identisch mit der internen VS-Versionsnummerierung. Seit VS 2012 ist die Versionsnummer des Formats der Projektmappendatei unverändert geblieben, sodass Aufwärtskompatibilität mit späteren VS-Versionen besteht.

### Version 97
Vor dem Erscheinen von Visual Studio 97 wurden die Produkte zur Programmierung von Microsoft einzeln vermarktet. Nachdem Visual C++ 4.0 ab Ende 1995 mit dem „Developer Studio“ bereits eine integrierte Entwicklungsumgebung (IDE) erhalten hatte, die auch von weiteren Sprachen und Tools verwendet wurde (insb. Fortran, Visual SourceSafe, Visual J++ und der MSDN Library), bot Microsoft ab 1997 alle aktuellen Produkte zusätzlich im Paket an. Visual Studio 97 erschien in zwei Editionen: In der „Professional“-Ausgabe sind Visual Basic 5.0, Visual C++ 5.0, Visual FoxPro 5.0, Visual J++ 1.1 und Visual InterDev 1.0 (ein neues Produkt für die Entwicklung von Webapplikationen) enthalten, außerdem InstallShield (in einer reduzierten Free Edition) und schließlich eine Reihe von SDK-Tools. Die „Enterprise“-Version weist zusätzlich die Versionsverwaltung Visual SourceSafe, Microsofts SQL-Server 6.5, Microsoft Transaction Server und weitere Datenbankwerkzeuge auf. „Fortran PowerStation“ ist nicht Bestandteil von Visual Studio, wohl da Microsoft das Produkt kurz zuvor eingestellt hatte und den Fortran-Übersetzer eines anderen Anbieters propagierte. Die enthaltenen Compiler unterstützen keinen 16-Bit-Code mehr. Für Visual Studio 97 erschienen drei (kumulative) Service-Packs.

### Version 6.0
Das 1998 veröffentlichte Visual Studio 6.0 ist mit der Vorversion weitgehend vergleichbar, es erschien wieder in zwei Editionen. Die einzelnen Produkte weisen hier alle die Version 6.0 auf (wobei man zum Teil einfach Versionsnummern übersprungen hat). Neben vielen Verbesserungen ist die Sammlung an Entwicklungswerkzeugen und Zusatzkomponenten auch noch üppiger, insb. in der „Enterprise“-Ausgabe. Allerdings machte gerade dieser Umfang seinerzeit doch recht deutlich, dass Visual Studio im Grunde kein Produkt „aus einem Guss“ war. Während sich einige Programmiersprachen eine IDE teilen, kommen Visual C++, Visual Basic und Visual FoxPro weiter mit ihren eigenen Entwicklungsumgebungen daher. Eine ganze Reihe von Tools müssen auch separat installiert werden. Hingegen umfasst die Hilfe und Dokumentation, basierend auf der MSDN Library nun praktisch alle Produkte unter einem Dach (ein Umstand, der die gezielte Informationssuche jedoch nicht immer vereinfacht). Für Visual Studio 6.0 erschienen insgesamt sechs Service-Packs, davon war SP 5 kumulativ, SP 6 nur auf Visual Basic und Visual C++ bezogen.
Danach endete bei Microsoft die Ära der „klassischen“ Entwicklungswerkzeuge. Die nachfolgenden Versionen von Visual Studio basieren auf dem .NET Framework und weisen auch eine deutlich andere Zusammensetzung auf.

Visual J++ wurde eingestellt, nachdem Sun die Weiterentwicklung untersagt (bzw. die erteilte Java-Lizenz aufgekündigt) hatte. Visual FoxPro erschien noch in den Versionen 7.0, 8.0 und 9.0, jedoch ausschließlich als Einzelprodukt. Visual Basic 6.0 erfreute sich noch längere Zeit einer relativ großen Beliebtheit, da es die letzte Version zur Erzeugung nativer Windows-Programme war. Microsoft hat eine Support-Erklärung für das Produkt wie auch einzelne Sicherheitsupdates herausgebracht.

### Version .NET
Visual Studio in den Versionen 7 („2002“) und 7.1 („2003“) erhielt den Namenszusatz „.NET“ (also Microsoft Visual Studio .NET), da Version 7 erstmals die Entwicklung von Anwendungen erlaubte, die unter Microsofts .Net-Framework-Plattform liefen. Schwerpunkt bei dieser Version war die Einführung des .NET Frameworks 1.0 sowie der zugehörigen neuen Programmiersprachen C#, J# und Visual Basic.NET. Alle drei sind ausschließlich zur Entwicklung von Programmen geeignet, die unter der .NET-Laufzeitumgebung laufen. Visual Basic.NET ersetzte dabei Visual Basic 6, dessen Kompilate noch nativ unter Win32 liefen und das nicht weiterentwickelt wurde.

### Version 2005
Der Nachfolger „Visual Studio 2005“ verwendet intern die Versionsnummer 8. Hier wurde der Namenszusatz „.NET“ wieder fallen gelassen, um zu verdeutlichen, dass die Entwicklung nativer Programme mit diesem Produkt ebenfalls möglich ist (allerdings nur noch in C++). Die Entwicklungsumgebung selbst benötigt das Framework, stellt es dem Entwickler jedoch frei, ob die Programme darauf basieren sollen oder nicht, abhängig von der verwendeten Programmiersprache. Mit VS 2005 wurde die Programmierung für das .NET Framework 2.0 forciert. Ein weiterer Pluspunkt ist die Integration sogenannter MDAs. Mit den abgespeckten Visual Studio Express Editionen (z. B. Visual C# 2005 Express Edition) standen erstmals kostenfreie Entwicklungsumgebungen von Microsoft selbst zur Verfügung.

### Version 2008
Visual Studio 2008 (interne Versionsnummer 9) ist auf die neuen Möglichkeiten des .NET Framework der Versionen 3.0 und 3.5 ausgerichtet und bietet z. B. mit LINQ neue Funktionen. J# gehört nicht mehr zum Lieferumfang und ist auch nicht mehr separat erhältlich, da die Entwicklung eingestellt wurde.
Das Service Pack Nummer 1 (kurz SP1) wurde am 11. August 2008 für den deutschen Sprachraum veröffentlicht. Mit enthalten ist das Service Pack 1 für das .NET Framework in der Version 3.5. Mit diesem Service Pack werden Probleme behoben, die durch die Zusammenarbeit mit Microsoft-Kunden und -Partnern sowie durch interne Tests erkannt wurden. Zudem bieten diese Service Packs Verbesserungen des Reaktionsverhaltens, der Stabilität und der Leistung.
Bis Visual Studio 2008 wurde mit dem .NET Compact Framework auch die Softwareentwicklung für mobile Geräte, wie Smartphones und PDAs, unterstützt. Ab Visual Studio 2010 ist stattdessen eine Unterstützung der Entwicklung für Windows Phone verfügbar.

### Version 2010
Visual Studio 2010 (interne Versionsnummer 10) besitzt eine umfassend überarbeitete Oberfläche, die auf der Windows Presentation Foundation basiert und mehrere angeschlossene Bildschirme unterstützt. F# wird nun erstmals mit dem Visual Studio ausgeliefert. Außerdem wurde eine neue Erweiterungsschnittstelle für den Code Editor eingeführt. Weiterhin beinhaltet Visual Studio 2010 einen neuen sogenannten Rückblick-Debugger, der Laufzeitinformationen (z. B. Variableninhalte) von ausgeführtem Code, der vor einem Haltepunkt liegt, anzeigen kann. Ferner stehen 64-Bit Compiler zur Verfügung. Wie bereits in der Vorgängerversion stellt Visual Studio 2010 einen integrierten Webserver für die Entwicklung bereit.
Als offizieller Erscheinungstermin für Visual Studio 2010 (zusammen mit dem .NET Framework 4.0) war von Microsoft der 22. März 2010 genannt worden, aber wegen der unbefriedigenden Arbeitsgeschwindigkeit der Beta-Versionen wurde der Releasetermin auf den 12. April 2010 verschoben, welcher letztlich auch eingehalten wurde. Anfang Dezember 2010 begann der Betatest des ersten Service Packs zu Visual Studio 2010, welches im März 2011 veröffentlicht wurde.
Mit dieser Version stellt Microsoft die Unterstützung von Windows 2000 als Ziel-Plattform ein. Programmdateien, die mit Microsoft Visual C++ 2010 erzeugt wurden, setzen mindestens Windows XP mit Service Pack 2 voraus, da die „Visual C++ 2010“-Laufzeitbibliotheken auf Funktionen der Win32 API aufbauen, die in früheren Versionen von Microsoft Windows noch nicht verfügbar waren. Visual Studio 2010 gestattet es jedoch, auf das „Toolset“ von Visual Studio 2008 zurückzugreifen (sofern dieses ebenfalls auf dem Entwickler-System installiert ist), um weiterhin ältere Windows-Versionen als Ziel-Plattform unterstützen zu können.

### Version 2012
Zusammen mit der Windows-8-Entwicklervorschau (Developer Preview) wurde Ende 2011 auch die Beta von Visual Studio 11 vorgestellt, die später auch als „Visual Studio 2012“ (interne Versionsnummer 11) benannt wurde. Visual Studio 2012 ist vor allem für die Programmierung von sogenannten Metro-Apps optimiert worden, die auch mit HTML5, JavaScript und CSS3 programmiert werden können. Entwickler können diese dann direkt im Windows Store veröffentlichen. Ferner soll sie durch weniger Bedienelemente am oberen und unteren Rand und ein zurückhaltenderes Design die Effektivität des Programmierens verbessern.
Mit dem nativen Compiler von Visual Studio 2012 war es zunächst nicht mehr möglich, in C++ programmierte Applikationen zu erstellen, die unter Windows XP und Windows Server 2003 lauffähig sind. Es werden nur noch neuere Betriebssysteme unterstützt. Die Compiler-Unterstützung für Windows XP und Server 2003 wurde im Rahmen des ersten Updates für Visual Studio 2012 nachgerüstet, welches zu diesem Zweck auch eine frühere Version des Windows SDK mitbringt (die aktuelle Version des Windows SDK, die mit Visual Studio 2012 ausgeliefert wurde, unterstützt Windows XP weiterhin nicht). Von Anfang an existierte in Visual Studio 2012 außerdem ein „Multi-Targeting“-Mechanismus, mit dem man aus der Visual-Studio-2012-Umgebung heraus die Visual-Studio-2010-Compiler starten kann, welche Windows XP und Server 2003 unterstützen.
Die in der Vorversion noch unterstützten Projekttypen Setup-Projekt und Mergemodulprojekt, mit denen verhältnismäßig einfach ohne zusätzliche Werkzeuge Windows-Installer-Pakete (MSI-Dateien) oder Mergemodule (MSM-Dateien) erzeugt werden konnten, stehen in Visual Studio 2012 nicht mehr zur Verfügung.

### Version 2013
Visual Studio 2013 (interne Versionsnummer 12) enthält einige Verbesserungen gegenüber Visual Studio 2012, d. h. verstärkte Unterstützung des ISO-C/C++-Standards, verbesserte C++-Bibliotheken und höhere Performance im C++-Bereich. Im JavaScript-Bereich kamen neue Funktionen hinzu. Ebenso wurde F# verbessert und gleichzeitig kam mit Visual Studio 2013 auch Unterstützung für das .NET Framework 4.5.1 hinzu. In den Debugger wurde die Just my Code-Funktion (die System-, Frameworkfunktionen etc. überspringt) eingebaut und die Edit and Continue-Funktionalität (Sourcecode ändern und weiterlaufenlassen des Programmes) für 64 Bit kam hinzu (native C/C++ Programme werden aber weiterhin nicht durch Edit and Continue unterstützt). Des Weiteren sind die Analysemöglichkeit des Hauptspeichers im .NET Framework und Verbesserungen bei Unit Tests hinzugekommen.

### Version 2015
Für die Version 2015 gab es eine Reihe von CTP (Community Technology Previews) Releases und eine Visual Studio 2015 Preview vom November 2014. Ausgeliefert wurde Visual Studio 2015 (interne Versionsnummer 14) am 20. Juli 2015.
Neuerungen sind für die .NET-Entwicklung die Umstellung auf die neue Roslyn-Compilerplatform, die Unterstützung für Themen wie ASP.NET and Web Development vNext oder .NET Native für Apps. Eine neue Ansicht „Diagnosetools“ zeigt CPU und Speicherauslastung der Anwendung an.
Die IDE bietet erstmals die Möglichkeit, Ansichten (also die Fensteraufteilung) explizit zu speichern, anzuwenden oder zu verwalten. Dabei gehört wie bisher zu unterschiedlichen Betriebszuständen (wie Debugging und Code Editing) eine dem Modus angepasste Ansicht.
Im Bereich C++ gab es Erweiterungen. So gibt es eine neue Compiler-Option namens „Control Flow Guard“, die die Verwundbarkeit von C/C++ Programmen reduzieren soll.
Diese muss aber vom Entwickler aktiv eingeschaltet werden.
Darüber hinaus wird die Software-Entwicklung für Android durch einen „Visual Studio Emulator for Android“ sowie für iOS unterstützt.
In Visual Studio 2015 wurde die Unterstützung für das .NET Framework 4.6 und das Kinect for Windows 2.0 SDK hinzugefügt. Die Microsoft Foundation Classes werden nicht mehr standardmäßig installiert, sondern müssen explizit ausgewählt werden.
In der Version 2015 ist .NET Native enthalten, eine Präkompilierungstechnologie für das Erstellen und Verteilen von Windows-Apps.

### Version 2017
Am 30. März 2016 erschien Visual Studio „15“ Preview. „15“ stellte dabei die interne Versionsnummer dar. Am 16. November 2016 gab Microsoft bekannt, dass die neue Version den Namen „Visual Studio 2017“ tragen wird und veröffentlichte gleichzeitig einen Release Candidate. Am 7. März 2017 wurde die finale Version 15.0 veröffentlicht. Seither gab es eine Reihe von Updates, auch mit funktionalen Erweiterungen.
Der Installer wurde grundlegend überarbeitet und beschleunigt. Er ermöglicht es jetzt, sehr detailliert zu steuern, welche Entwicklungskomponenten installiert werden. Als eigenständiges Programm ist er dauerhaft verfügbar und unterstützt auch die Aktualisierung der Installation (vom Benutzer gesteuert).
Es gibt etliche Veränderungen betreffs der Pfade, zum Beispiel
- wird das Programm nicht mehr unter C:\Program Files (x86)\Microsoft Visual Studio 1x.0, sondern unter C:\Program Files (x86)\Microsoft Visual Studio\20xx\<Name der Edition> installiert.
- sind die Skripte zum Setzen der Umgebungsvariablen unter c:\Program Files (x86)\Microsoft Visual Studio\20xx\<Name der Edition>\VC\Auxiliary\Build zu finden.

Zudem lässt sich die IDE nur noch über den Webinstaller einrichten, da die bislang verfügbare ISO-Installationsdatei bei dieser Version nicht mehr vorhanden ist. Für das Herunterladen des Produkts zwecks Installation in einer Offline-Umgebung benötigt man mindestens 35 GB Plattenplatz.
Mit der Version 15.7 wird die Entwicklung von .NET Core und ASP.NET Core voll umfänglich unterstützt und die neuen Sprachfeatures von C# 7.0, Visual Basic 15, Type Script 2.1 und F# 4.1 bereitgestellt. Es gab zahlreiche weitere Verbesserungen und Fehlerbehebungen, die man in der offiziellen Freigabemitteilung nachlesen kann.

### Version 2019
Die Version Visual Studio 2019 (Interne Versionsnummer 16) für Windows und Mac ist seit dem 2. April 2019 erhältlich. Im Dezember 2018 waren bereits im Rahmen der Connect();-Konferenz erste Preview-Versionen veröffentlicht worden. Neuerungen sind u. a. ein überarbeiteter Dialog für das Starten neuer Projekte, KI-unterstützte Eingabehilfen („Intellicode“), Verbesserungen bei Debugging und Refactoring sowie die Funktion „Live Share“ zur Remote-Zusammenarbeit an gemeinsamem Code. Die neue Version 8 der Programmiersprache C# und die dritte Version des Frameworks .NET Core wurden im September 2019 gemeinsam mit der Version 16.3 freigegeben.

### Version 2022
Im Juni 2021 begann man mit der Veröffentlichung von Vorschauversionen für Visual Studio 2022 (interne Versionsnummer 17). Eine grundlegende Verbesserung ist hierbei die interne Umstellung zu einer 64-Bit Anwendung, die das Arbeiten mit einer hohen Anzahl von Projekten ermöglicht. Visual Studio 2022 ist für die Entwicklung von .NET 6.0-Projekten erforderlich, unterstützt aber auch alle älteren Compilerversionen. Die fertige Version 2022 erschien im November 2021.

## Editionen von Visual Studio

### Kommerzielle Editionen
| Version     | Standard | Professional | Enterprise | Test Prof. | Premium | Ultimate | Team System | Academic |
| ----------- | -------- | ------------ | ---------- | ---------- | ------- | -------- | ----------- | -------- |
| 97 (1997)   | nein     | ja           | ja         | nein       | nein    | nein     | nein        | nein     |
| 6.0 (1998)  | nein     | ja           | ja         | nein       | nein    | nein     | nein        | nein     |
| .NET (2002) | nein     | ja           | Ja / Ja    | nein       | nein    | nein     | nein        | ja       |
| .NET 2003   | nein     | ja           | Ja / Ja    | nein       | nein    | nein     | nein        | ja       |
| 2005        | ja       | ja           | nein       | nein       | nein    | nein     | ja          | nein     |
| 2008        | ja       | ja           | nein       | nein       | nein    | nein     | ja          | nein     |
| 2010        | nein     | ja           | nein       | ja         | ja      | ja       | nein        | nein     |
| 2012        | nein     | ja           | nein       | ja         | ja      | ja       | nein        | nein     |
| 2013        | nein     | ja           | nein       | ja         | ja      | ja       | nein        | nein     |
| 2015        | nein     | ja           | ja         | ja         | nein    | nein     | nein        | nein     |
| 2017        | nein     | ja           | ja         | ja         | nein    | nein     | nein        | nein     |
| 2019        | nein     | ja           | ja         | nein       | nein    | nein     | nein        | nein     |
| 2022        | nein     | ja           | ja         | nein       | nein    | nein     | nein        | nein     |

Kommerzielle Varianten bis Visual Studio 2008
- Standard Edition
- Die Professional Edition enthält zusätzliche Integration mit dem Microsoft SQL Server, einen Remote-Debugger und die Möglichkeit, Programme für mobile Endgeräte und Microsofts Office-Anwendungen (mit den Visual Studio Tools for Office) zu entwickeln. Diese Variante ist auch in einer Academic Edition verfügbar, die lizenzrechtlich vergleichbar mit den SSL-Versionen von Microsoft Office ist.
- Bei Team System handelt es sich um eine Sammlung mehrerer verschiedener, auf bestimmte Entwicklerrollen zugeschnittener Editionen: Architecture Edition, Database Edition, Development Edition, Test Edition. Team System dient zur gesamten Verwaltung des Anwendungslebenszyklus für Softwareteams. Als Backend wird der Microsoft Team Foundation Server verwendet. Die Team System Editionen sind somit für den professionellen Entwicklungseinsatz ausgerichtet und sind hauptsächlich in mittleren und großen Softwareunternehmen anzutreffen.

Kommerzielle Editionen ab Visual Studio 2010
Mit der Veröffentlichung von Visual Studio 2010 (am 12. April 2010) wurde die Aufteilung in unterschiedliche „Editionen“ geändert: Verfügbar sind Visual Studio 2010 Professional, Visual Studio 2010 Premium, Visual Studio 2010 Ultimate und Visual Studio 2010 Test Professional.
- Visual Studio Professional verfügt über die Kernfunktionen zur Entwicklung für Windows, Web, SharePoint, Cloud und weitere Plattformen.
- Visual Studio Premium verfügt über alle Funktionen von Visual Studio Professional. Hinzu kommen Funktionen zur Datenbankentwicklung und Qualitätssicherung.
- Visual Studio Ultimate tritt an die Stelle von Visual Studio Team System und deckt das gesamte Application Lifecycle Management ab.
- Visual Studio Test Professional ist eine Testlösung, die mit dem Team Foundation Server integriert ist.

Kommerzielle Editionen ab Visual Studio 2015
Ab VS 2015 gab es VS nur noch in den kommerziellen Editionen Professional, Test Professional und Enterprise. Die letztere fasst die zuvor erhältlichen Varianten Premium und Ultimate zusammen.
Seit VS 2019 gibt es kostenpflichtig nur noch die Editionen Professional und Enterprise.

### Kostenlose Editionen
| Ver- sion | Express-Editionen | Express-Editionen         | Express-Editionen | Express-Editionen        | Express-Editionen | Express-Editionen | Express-Editionen | Express-Editionen | Express-Editionen | Express-Editionen | Community Edition |
| Ver- sion | Windows Desktop   | Web, Visual Web Developer | Windows           | TFS, Azure DevOps Server | Windows 8         | Windows Phone     | C#                | C++               | VB                | J#                | Community Edition |
| --------- | ----------------- | ------------------------- | ----------------- | ------------------------ | ----------------- | ----------------- | ----------------- | ----------------- | ----------------- | ----------------- | ----------------- |
| 2005      | nein              | ja                        | nein              | nein                     | nein              | nein              | ja                | ja                | ja                | ja                | nein              |
| 2008      | nein              | ja                        | nein              | nein                     | nein              | nein              | ja                | ja                | ja                | nein              | nein              |
| 2010      | nein              | ja                        | nein              | nein                     | nein              | ja                | ja                | ja                | ja                | nein              | nein              |
| 2012      | ja                | ja                        | nein              | ja                       | ja                | ja                | nein              | nein              | nein              | nein              | nein              |
| 2013      | ja                | ja                        | ja                | ja                       | nein              | nein              | nein              | nein              | nein              | nein              | ja                |
| 2015      | ja                | ja                        | ja                | ja                       | nein              | nein              | nein              | nein              | nein              | nein              | ja                |
| 2017      | ja                | nein                      | nein              | Ja („TFS 2018“)          | nein              | nein              | nein              | nein              | nein              | nein              | ja                |
| 2019      | nein              | nein                      | nein              | Ja („ADS 2020“)          | nein              | nein              | nein              | nein              | nein              | nein              | ja                |
| 2022      | nein              | nein                      | nein              | nein                     | nein              | nein              | nein              | nein              | nein              | nein              | ja                |

Express-Editionen
Die Express Editions sind kostenlose, jedoch im Funktionsumfang eingeschränkte Abkömmlinge (stripped-down versions) von Visual Studio, die es ab der Version Visual Studio 2005 gibt.
Bis einschließlich Visual Studio 2010 gab es jeweils getrennt eine Ausgabe für Windows-Anwendungen in C#, in J# (nur 2005), in Visual Basic und in C++, sowie eine für ASP.NET-Webanwendungen in mehreren .NET-Sprachen. In Visual Studio 2010 kam eine Ausgabe zur Erstellung von Apps für Windows Phone hinzu. In Version 2012 wurden die drei Ausgaben für C++, C# und VB zu einer Ausgabe für „Windows Desktop“ zusammengefasst, und es kamen eine Ausgabe für Windows-8-Apps und die Serveranwendung „Team Foundation Server Express“ hinzu. In den Versionen 2013 und 2015 wurden die Versionen für Windows-Phone-Apps und für Windows-8-Apps durch eine Version für Windows-Store-Apps ersetzt. In Visual Studio 2017 gibt es nur noch die Express-Ausgabe für Windows Desktop, die anderen Ausgaben werden in Version 2015 weiter zum Download angeboten.
Die Express-Editionen sollten anfangs zu Werbezwecken für einen begrenzten Zeitraum kostenlos verfügbar sein, entwickelten sich aber schnell zu einem zeitgemäßen Programmierwerkzeug für Schüler und andere, die auf die Leistungen der Vollversionen verzichten können. Letztlich konnte Microsoft durch die dauerhafte Verfügbarkeit der Expressversionen die Marktdurchdringung erhöhen, die Nachfrage nach Schwarzkopien und alternativen Konkurrenzprodukten verringern und sein Image verbessern, ohne den Absatz der Vollversionen zu stören. Die Express-Editionen können jeweils zunächst 30 Tage lang genutzt werden, danach ist zur weiteren Nutzung eine kostenlose Registrierung bei Microsoft erforderlich.
Den Express-Editionen fehlen Fähigkeiten wie Remote-Debugging, Teamfähigkeit, Anbindung an ein Quellcode-Verwaltungssystem, Anbindung an die MFC. Auch können von den früheren Versionen keine Anwendungen für mobile Geräte entworfen werden. Weiter fehlen zusätzliche Werkzeuge wie der Ressourcen-Editor oder die 64-Bit-Compiler. Projekte, die die afxres.h-Datei einbinden, können dennoch kompiliert werden, wenn man stattdessen die windows.h-Datei an dieser Stelle einbindet.
Die Express Editions dürfen auch für kommerzielle Projekte verwendet werden, und damit erstellte Programme und Arbeiten, an denen man selbst die Urheberrechte hält, dürfen auch zu gewerblichen Zwecken genutzt, verkauft oder veröffentlicht werden.
Eine Haftung für Schäden und die gewerbliche Verbreitung wird in den Lizenzbedingungen allerdings ausgeschlossen. Zudem verpflichten sie den Nutzer, „Microsoft von allen Ansprüchen freizustellen und gegen alle Ansprüche zu verteidigen, einschließlich Anwaltsgebühren, die mit dem Vertrieb oder der Verwendung Ihrer Programme in Zusammenhang stehen“. In den Lizenzbedingungen ist auch eine „Zustimmung für internetbasierte Dienste“ „ohne gesonderten Hinweis“ enthalten.
Community-Edition
Am 12. November 2014 erschien erstmals eine neue kostenlose Variante von Visual Studio 2013, die im Funktionsumfang weitgehend der Professional Edition entspricht und nach den Plänen von Microsoft die Express Editions ablösen sollte. Sie heißt Community Edition und darf ebenso wie die Express Editions für kommerzielle Projekte verwendet werden, ist dabei aber beschränkt auf Unternehmen mit einem Jahresumsatz von maximal 1 Million US-Dollar und fünf Nutzer. Private Anwender, Schüler, Studenten und Bildungseinrichtungen dürfen diese Edition unbegrenzt verwenden, zudem ist auch die Entwicklung von Open-Source-Projekten damit unbegrenzt erlaubt.
Auch für Visual Studio 2015, 2017, 2019 und 2022 ist diese Community Edition mit entsprechenden Lizenzeinschränkungen kostenlos verfügbar. Die Community-Edition von Visual Studio 2022 erfordert im Gegensatz zu früheren Versionen keine Anmeldung bei Microsoft.
Die kostenlose Nutzung von Visual Studio Community ist für folgende Nutzer/Einsatzzwecke zulässig:
- Einzelpersonen bzw. Einzel-Entwickler können Visual Studio Community nutzen und kostenlose wie auch kostenpflichtige Apps entwickeln.
- In Organisationen (Firmen) mit maximal 250 PCs und maximal 1 Million Dollar Jahresumsatz dürfen maximal 5 Benutzer Visual Studio Community nutzen.
- In Organisationen kann Visual Studio Community generell in Schulungsumgebungen, für die akademische Forschung wie auch für Open-Source-Projekte eingesetzt werden.

In Organisationen (Firmen) mit mehr als 250 PCs oder mehr als 1 Million Dollar Jahresumsatz ist der Einsatz von Visual Studio Community nicht zulässig.

## Varianten und Adaptionen

### Visual Studio LightSwitch
LightSwitch ist eine Variante von Visual Studio, die speziell dem Softwareentwicklungsmodell Rapid Application Development dient. Die erste LightSwitch-Version erschien im Jahr 2011 als separates Produkt. Ab Version 2013 war Lightswitch in Visual Studio Professional und höher enthalten. LightSwitch ist ein Werkzeug für die schnelle Entwicklung von datengetriebenen Geschäftsanwendungen in Form von Desktop- oder Webanwendungen. Für solche Anwendungen bietet es gegenüber dem herkömmlichen Visual Studio eine erhebliche Vereinfachung der Entwicklung, sodass es auch von weniger erfahrenen Entwicklern benutzt werden kann. Die Umgebung stellt vorkonfigurierte Komponenten zur Verfügung, darunter auch Standardeingabemasken. Mit LightSwitch erstellte Anwendungen lassen sich auch im herkömmlichen Visual Studio bearbeiten sowie den Nutzern unter Microsoft Azure bereitstellen.
Microsoft gab im Oktober 2016 bekannt, LightSwitch nicht mehr weiterzuentwickeln. In Visual Studio 2017 ist LightSwitch nicht mehr enthalten, als Nachfolger nennt Microsoft das als SaaS angebotene PowerApps.

### Azure DevOps (bis 2018: Visual Studio Team Services)
Azure DevOps ist ein Angebot von Microsoft, mit dem sich kollaborativ Anwendungen per Cloud Computing entwickeln lassen. Es handelt sich um eine in der Cloud gehostete Version von Team Foundation Server (ab Version 2019: Azure DevOps Server). Enthalten sind Möglichkeiten für das Application Lifecycle Management, darunter Versionskontrolle und Build-Management. Das Produkt erschien 2013 zunächst unter dem Namen Visual Studio Online und als Nachfolger des zuvor von Microsoft angebotenen Team Foundation Service. Im April 2015 wurde die Umbenennung in Visual Studio Team Services bekannt gegeben, im September 2018 wurde das Produkt abermals umbenannt und heißt seitdem Azure DevOps.

### Visual Studio Code
Visual Studio Code ist ein offiziell seit Anfang 2015 verfügbarer kostenloser Quelltext-Editor, der der plattformübergreifenden Entwicklung von Anwendungen dient. Er funktioniert sowohl unter Windows als auch unter Linux und macOS als eine Desktop-Anwendung. Für die Entwicklung von VS Code war auch Erich Gamma verantwortlich. Anfangs noch nicht als Open-Source-Anwendung verfügbar, wurde im November 2015 bekannt, dass VS Code zu einem Open-Source-Projekt wird. VS Code unterstützt auch IntelliSense. Im April 2016 verließ VS Code die Beta-Phase und Microsoft veröffentlichte die erste finale Version der Software.

### Visual Studio für Mac
Visual Studio für Mac war als Entwicklungsplattform verfügbar von 2017 bis 2024. Die erste Version von Visual Studio für Mac (Visual Studio 2017 for Mac) erschien am 10. Mai 2017. Es basierte auf Xamarin Studio. Mit Visual Studio for Mac war es möglich, basierend auf Xamarin, .NET Core und Unity, Anwendungen und Spiele zu entwickeln. Zielplattformen waren dabei Android, macOS, iOS, das Web und die Cloud. Schwerpunktmäßig wurden C# und F# sowie HTML, CSS und JSON unterstützt.
Das im Mai 2022 erschienene Visual Studio 2022 for Mac war die erste nativ auf Apples M1-Prozessoren (ARM64) laufende Ausgabe, die Entwicklungsumgebung wurde dadurch deutlich beschleunigt.
Im August 2023 wurde bekanntgegeben, dass die Entwicklung an Visual Studio for Mac eingestellt wird. Ab dem 31. August 2024 wurde auch der Support für die letzte Version 17.6 beendet. Mit bereits installiertem System ist es zwar weiterhin möglich, damit als Legacy-Produkt zu arbeiten, aber ein Download ist nur noch bei bestimmten Bedingungen möglich und es wird empfohlen, auf die Erweiterung C# Dev Kit für Visual Studio Code zu wechseln.